# Matt Barr
Matthew Jerome Barr (Allen (Texas), 14 februari 1984) is een Amerikaans acteur.

## Carrière
Barr kreeg in 2003 de hoofdrol in de independent film Levelland. Vervolgens had hij gastrollen in verschillende televisieseries, waaronder ER, CSI: Miami, Medium, Over There, Bones, The O.C. en CSI: NY.
In 2005 speelde Barr de slechterik in de tienerfilm American Pie Presents: Band Camp. Vanaf 2006 speelt Barr ook de psychopathische stalker Derek in One Tree Hill.
Matt zal ook spelen in de Gossip Girl spin-off Valley Girls als Keith van der Woodsen.
In Harper's Island (2009) is Matt te zien als Christopher 'Sully' Sullivan.

## Filmografie
- 2003: Levelland
- 2004: CSI: NY
- 2005: American Pie Presents: Band Camp
- 2006: Jesse Stone: Death in Paradise
- 2007: The HeadHunter
- 2006-2007: One Tree Hill
- 2007: Ten Inch Hero
- 2009: Harper's Island
- 2009: Valley Girls
- 2010: Hellcats
- 2014: "Sleepy Hollow"

- Bibliothèque nationale de France: cb15586884w (data)
- Gemeinsame Normdatei: 142711659
- International Standard Name Identifier: 0000 0003 6600 8139
- Library of Congress Control Number: n2002107092
- Système universitaire de documentation: 176514112
- Virtual International Authority File: 230363816
- WorldCat: E39PBJgCRb8WpgFdrFFfgbvPwC